# Autobusna linija br. 163 u Zagrebu
Linija 163 (Savski most – Donji Trpuci – Gornji Trpuci) prigradska je autobusna linija u Zagrebu.
Prometuje svaki dan na trasi: Savski most – Jadranski most – Remetinečka cesta – Naletilićeva ulica – Obreška cesta – Odranski Obrež, okretište – Obreška cesta – Dragonožečka cesta – Donjodragonoška cesta – Šipkovina – Trpučanska cesta – Gornji Trpuci, okretište
Povezuje naselja Donji i Gornji Trpuci sa Savskim mostom gdje se ostvaruje presjedanje na tramvaj. Također prolazi kroz Odranski Obrež te Donji i Gornji Dragonožec.
Dva polaska linije nedjeljom iz Gornjih Trpuca prometuju do Havidić Sela gdje postaju linija 160. Ti isti polasci linije 160 do Savskog mosta prometuju preko okretišta u Odranskom Obrežu, mijenjajući liniju 163.

## Povijest
Linija 163 uvedena je 25. studenog 2002. U to vrijeme nije prometovala nedjeljom i blagdanima.

## Vanjske poveznice
- Vozni red linije 163